# Olivia Thirlby
Olivia Thirlby est une actrice américaine, née le 6 octobre 1986 à New York.
Elle est notamment connue pour avoir incarné Leah, la meilleure amie du personnage principal du film Juno.
Elle a également tenu des rôles importants dans des films indépendants ou films d’auteurs comme dans Wackness, Snow Angels et New York, I Love You. Elle a aussi tenu le principal rôle féminin dans Si j'étais toi, remake d’un film japonais réalisé par Vincent Pérez.

## Biographie

### Enfance et scolarité
Olivia Thirlby est née à New York, d'une mère cadre dans la publicité et d'un père entrepreneur,. Elle a grandi à East Village, quartier de Manhattan, où elle scolarisée au Friends Seminary, dans le quartier de Gramercy, et où elle a obtenu un diplôme. Formée au théâtre shakespearien, elle a également fait ses classes au French Woods Festival of the Performing Arts (en), dans l'État de New York, ainsi qu'au American Globe Theatre et brièvement au Royal Academy of Dramatic Art de Londres.

### Carrière
Si sa carrière professionnelle d'actrice commence avec des débuts au cinéma trois ans plus tard dans le film Vol 93, réalisé par Paul Greengrass et à la télévision dans la série Kidnapped, qui n'a fait qu'une saison, ce n'est qu'en 2007 prend un tournant quand elle incarne Leah, la meilleure amie d'Elliot Page dans le film indépendant Juno, de Jason Reitman, qui obtient un énorme succès critique et commercial.
Elle a également joué dans le drame Snow Angels, de David Gordon Green. Elle devait incarner la petite amie de Seth Rogen dans Délire Express, réalisé par David Gordon Green, mais elle fut remplacée par Amber Heard après les répétitions. Mais cela n'empêche pas Olivia de retravailler avec Gordon Green pour la série d'animation Good Vibes.
Depuis, elle enchaîne les rôles au cinéma : on l'a aperçue en fille populaire fumeuse de marijuana dans Wackness, primé du Prix du Public au Festival de Sundance, et en jeune adolescente et fille de David Duchovny dont l'esprit de sa mère a pris possession de son corps dans Si j’étais toi, remake d'un film d'horreur japonais.
Puis elle participe au film collectif New York, I Love You, dans le segment réalisé par Brett Ratner, Arlen Faber et What Goes Up, où elle est une adolescente enceinte intrigante.
À la télévision, elle incarne l'ex-petite amie du personnage principal, incarné par Jason Schwartzman, dans la série Bored to Death, tandis qu'au théâtre, elle fait ses débuts en 2008 dans Farragut North, pièce de Beau Willimon joué à l'Atlantic Theater Company à New York.
En juin 2008, le magazine Vanity Fair la désigne comme membre de la future nouvelle vague d'Hollywood.
Après une apparition dans la comédie dramatique Solitary Man en 2009, elle est à l'affiche de Margaret en 2010, aux côtés d'Anna Paquin et Matt Damon et de Sex Friends, comédie de Ivan Reitman (après avoir tourné sous la direction du fils de ce dernier, Jason dans Juno) dans lequel elle partage la vedette avec Natalie Portman et Ashton Kutcher.
De plus, elle a joué dans le film Dredd, dans lequel elle incarne le juge Cassandra Anderson,.

### Vie privée
Olivia Thirlby est ouvertement bisexuelle. Elle a, par ailleurs, fait son coming-out dans les colonnes du Brooklyn Magazine. Elle y annonce participer à l’événement Self Evident Truths qui dénonce les discriminations envers les minorités ethniques, les personnes transgenres ou les personnes homosexuelles.

## Filmographie

### Cinéma

#### Longs métrages
- 2006 : Vol 93 (United 93) de Paul Greengrass : Nicole Carol Miller
- 2007 : Snow Angels de David Gordon Green : Lila Raybern
- 2007 : Juno de Jason Reitman : Leah
- 2007 : Love Comes Lately de Jan Schütte : Sylvia
- 2007 : Si j'étais toi de Vincent Pérez : Samantha Marris
- 2008 : Wackness (The Wackness) de Jonathan Levine : Stephanie
- 2008 : New York, I Love Youde Brett Ratner : Mallorie Fish, l'actrice
- 2009 : Uncertainty de Scott McGehee et David Siegel : Sophie
- 2009 : What Goes Up de Jonathan Glatzer : Tess Sullivan
- 2009 : Arlen Faber de John Hindman : Anne
- 2009 : Breaking Upwards de Daryl Wein (en) : Erika
- 2010 : Margaret, de Kenneth Lonergan : Monica
- 2011 : Sex Friends (No Strings Attached), d'Ivan Reitman : Katie Kurtzman
- 2011 : The Darkest Hour de Chris Gorak : Nathalie
- 2012 : Dredd de Pete Travis : Cassandra Anderson
- 2012 : Monsieur Flynn (Being Flynn) de Paul Weitz : Denise
- 2012 : Nobody Walks de Ry Russo-Young : Martine
- 2012 : Red Knot : Chloe Harrison
- 2014 : Just Before I Go de Courteney Cox : Greta
- 2015 : The Prison Experiment - L'Expérience de Stanford (The Stanford Prison Experiment) de Kyle Patrick Alvarez : Christina Zimbardo
- 2015 : Témoin à louer (The Wedding Ringer) de Jeremy Garelick : Alison Palmer
- 2015 : La Femme du diplomate (5 to 7) de Victor Levin : Jane Hastings
- 2015 : Welcome to Happiness d'Olivier Thomson : Trudy
- 2016 : Between Us de Rafael Palacio Illingworth : Dianne
- 2017 : Le Secret des Kennedy (Chappaquiddick) de John Curran : Rachel Schiff
- 2017 : Damascus Cover de Daniel Zelik Berk : Kim
- 2018 : The White Orchid de Steve Anderson : Claire
- 2019 : À l'ombre des regards (Above the Shadows) de Claudia Myers : Holly
- 2023 : Oppenheimer de Christopher Nolan : Lilli Hornig
- 2023 : Dumb Money de Craig Gillespie : Yaara Plotkin

#### Courts métrages
- 2006 : Unlocked de Daryl Wein (en) : Abby
- 2008 : Eve de Natalie Portman : Kate
- 2022 : Artist in a Field de Lucas McGowen : Jodi

### Télévision

#### Séries télévisées
- 2006 : Kidnapped : Aubrey Cain
- 2009 : Bored to Death : Suzanne
- 2011 : Good Vibes : Jeena (voix)
- 2016 : Goliath : Lucy Kittridge
- 2019 - 2020 : The L Word: Generation Q : Rebecca
- 2021 : Y, le dernier homme (Y : The Last Man) : Hero Brown

## Voix francophones
En version française, Olivia Thirlby n'a pas de voix régulière. Si elle est doublée à deux reprises par Anouck Hautbois dans Kidnapped et Uncertainty, ainsi que par Alice Taurand dans New York, I Love You et Y, le dernier homme, l'actrice est doublée à titre exceptionnel par Céline Ronté dans Juno, Elisabeth Ventura dans Bored to Death, Nathalie Karsenti dans The Darkest Hour, Ingrid Donnadieu dans Dredd, Mélanie Dermont dans Monsieur Flynn, Diane Dassigny dans Témoin à louer, Sylvie Jacob dans Goliath, Florine Orphelin dans The L Word: Generation Q, Audrey Sourdive dans Oppenheimer et Hélène Bizot dans Dumb Money.